# Aishiteru Game o Owarasetai
Aishiteru Game o Owarasetai (愛してるゲームを終わらせたい Aishiteru Gēmu O Owara Setai?) es una serie web manga japonesa escrita e ilustrada por Yuki Domoto. Se publica en la plataforma en línea Sunday Webry de Shōgakukan desde diciembre de 2021. Se ha anunciado una adaptación a anime.

## Sinopsis
Yukiya Asagi y Miku Sakura son amigos de la infancia que comenzaron un juego cuando estaban en sexto grado, en el que ambos deben decirse "Te amo" y el que se pone nervioso pierde. Cuatro años después, el juego continúa incluso en la preparatoria. Aunque se dicen "Te amo" constantemente por diversión, han desarrollado sentimientos en secreto, pero ambas temen que sea demasiado tarde para confesárselo.

## Contenido de la obra

### Manga
Aishiteru Game o Owarasetai está escrita e ilustrada por Yuki Domoto y comenzó en la plataforma en línea de Shōgakukan Sunday Webry, el 24 de diciembre de 2021. Shōgakukan ha recopilado sus capítulos en volúmenes tankōbon individuales. El primer volumen se publicó el 12 de abril de 2022.
| Volúmenes de manga publicados | Volúmenes de manga publicados | Volúmenes de manga publicados |
| Número                        | Fecha de lanzamiento          | ISBN                          |
| ----------------------------- | ----------------------------- | ----------------------------- |
| 1                             | 12 de abril de 2022           | ISBN 978-4-09-851047-4        |
| 2                             | 12 de agosto de 2022          | ISBN 978-4-09-851220-1        |
| 3                             | 12 de diciembre de 2022       | ISBN 978-4-09-851525-7        |
| 4                             | 12 de mayo de 2023            | ISBN 978-4-09-852059-6        |
| 5                             | 12 de diciembre de 2023       | ISBN 978-4-09-853053-3        |
| 6                             | 10 de abril de 2024           | ISBN 978-4-09-853254-4        |
| 7                             | 18 de junio de 2025           | ISBN 978-4-09-854124-9        |

### Anime
En junio de 2025, se anunció que el manga recibirá una adaptación a serie de televisión de anime.

## Recepción
La serie fue nominada al premio Next Manga Award 2022 en la categoría de manga web; ocupó el puesto 12 en la edición de 2023 en la misma categoría.